# Liste der First Ladys Gambias
First Lady ist der offizielle Titel der Lebenspartnerin des Staatsoberhaupts von Gambia. Seit dem 19. Januar 2017 ist Fatoumatta Bah-Barrow die First Lady.
Da in Gambia die Vielehe (bzw. genauer: Polygynie) legal und verbreitet ist, waren mehrere Regierungschefs mehrmals verheiratet. Den Titel der First Lady trägt dann jeweils nur eine Ehegattin.

## Liste der First Ladys

### Parlamentarische Monarchie (1965–1970)
Zum 18. Februar 1965 erlangte die frühere britische Kolonie Gambia die vollständige Unabhängigkeit als parlamentarische Monarchie. Staatsoberhaupt der gambischen Monarchie war weiterhin die britische Königin Elisabeth II., die in Gambia durch einen Generalgouverneur vertreten wurde.
Regierungschef in diesem Zeitraum war Dawda Jawara (1962 bis 1963 Premier und von 1963 bis 1970 Premierminister).
| Nr. | Bild | Name (Lebensdaten)                 | Amtszeit als First Lady | Bild | Generalgouverneur (Lebensdaten)     | Amtszeit des Generalgouverneurs   | Anmerkungen |
| --- | ---- | ---------------------------------- | ----------------------- | ---- | ----------------------------------- | --------------------------------- | --- |
| 1.  |      | Audrey Paul (geb. Weeden) († 2004) | 1965 bis 1966           |      | Sir John Warburton Paul (1916–2004) | Generalgouverneur (1965 bis 1966) | Es ist nicht bekannt, ob Kathleen Audrey tatsächlich als First Lady bezeichnet wurde.                                                          |
| 2.  |      | Fanta Singhateh (1929–2023)        | 1966 bis 1970           |      | Sir Farimang Singhateh (1912–1977)  | Generalgouverneur (1966 bis 1970) | Farimang Singhateh war erster Generalgouverneur mit gambischer Staatsbürgerschaft. Seine Frau Fanta Singhateh wurde als First Lady bezeichnet. |

### Republik (ab 1970)
Nach einem knapp gescheiterten Volksentscheid 1965 wurde Gambia mit dem wiederholten Volksentscheid von 1970 in eine Präsidialrepublik umgewandelt und Staatsoberhaupt und Regierungschef in einem Amt als Präsident von Gambia vereinigt.
| Nr. | Bild                      | Name (Lebensdaten)                        | Amtszeit als First Lady | Bild | Staatsoberhaupt (Lebensdaten) | Amtsbezeichnung (Amtszeit)                                                     | Anmerkungen |
| --- | ------------------------- | ----------------------------------------- | ----------------------- | ---- | ----------------------------- | ------------------------------------------------------------------------------ | --- |
| 1.  |                           | Chilel Jawara (geb. N’Jie) (* um 1952)    | 1970 bis 1994           |      | Sir Dawda Jawara (1924–2019)  | Präsident (1970 bis 1994)                                                      | Jawara war von 1955 mit seiner ersten Ehefrau, Augusta Jawara (1924–1981) verheiratet. Diese Ehe wurde 1967, also vor seinem Regierungsantritt als Staatspräsident, geschieden. In zweiter Ehe heiratete er im März 1968 Chilel Jawara. In dritter Ehe heiratete er 1970 Njaimeh Jawara (* um 1947), eine Schwester von Lamin Bora M’Boge. Sie wird nicht als First Lady bezeichnet. |
| 2.  |                           | Tuti Faal (* ?)                           | 1994 bis 1998           |      | Yahya Jammeh (* 1965)         | Vorsitzender des Provisorischen Führungsrates der Streitkräfte (1994 bis 1996) | In erster Ehe heiratete Jammeh 1994 Tuti Faal, im Dezember 1998 Zineb Soumah. Jammeh heiratete im September oder Oktober 2010 Alima Sallah, Tochter des gambischen Diplomaten Omar Gibril Sallah. Er ließ öffentlich mitteilen, dass Zineb Jammeh weiterhin die offizielle First Lady sei.                                                                                           |
| 2.  | Präsident (1996 bis 2017) | Tuti Faal (* ?)                           | 1994 bis 1998           |      | Yahya Jammeh (* 1965)         |                                                                                | In erster Ehe heiratete Jammeh 1994 Tuti Faal, im Dezember 1998 Zineb Soumah. Jammeh heiratete im September oder Oktober 2010 Alima Sallah, Tochter des gambischen Diplomaten Omar Gibril Sallah. Er ließ öffentlich mitteilen, dass Zineb Jammeh weiterhin die offizielle First Lady sei.                                                                                           |
| 3.  |                           | Zineb Jammeh (geb. Soumah) (* 1977)       | 1998 bis 2017           |      | Yahya Jammeh (* 1965)         |                                                                                | In erster Ehe heiratete Jammeh 1994 Tuti Faal, im Dezember 1998 Zineb Soumah. Jammeh heiratete im September oder Oktober 2010 Alima Sallah, Tochter des gambischen Diplomaten Omar Gibril Sallah. Er ließ öffentlich mitteilen, dass Zineb Jammeh weiterhin die offizielle First Lady sei.                                                                                           |
| 4.  |                           | Fatoumatta Bah-Barrow (geb. Bah) (* 1974) | ab 2017                 |      | Adama Barrow (* 1965)         | Präsident (ab 2017)                                                            | Hochzeit mit Fatoumatta Bah-Barrow am 20. März 1997. Adama Barrow ist außerdem mit Sarjo Mballow-Barrow verheiratet. Bei seinem Amtsantritt verfügte er, dass Fatoumatta Bah-Barrow die First Lady sei. |